# Скрипченко, Валерий Викторович
Валерий Викторович Скрипченко (14 февраля 1952, Фёдоровский район, Кустанайская область, Казахская ССР, СССР — 2006, Российская Федерация) ― советский российский метролог, начальник научно-технического управления Роскомдрагмета Российской Федерации, Народный депутат РСФСР (1990―1993).

## Биография
Родился 14 Февраля 1952 года в Фёдоровском районе Кустанайской области Казахской ССР.
В 1975 году окончил физический факультет Уральского государственного университета по специализации «Физика магнитных явлений». В 1975 году начал работать старшим инженером в Уральском центре метрологии и стандартизации. В 1978 году назначен старшим инженером, затем главным метрологом ПМО «Уралчермет».
С 1982 года — научный сотрудник, заместитель начальника лаборатории Уральского научно-исследовательского института черных металлов. В 1983—1985 годах под его руководством команда научных сотрудников Уральского НИИ черных металлов разработала и внедрила на Кузнецком ферросплавном заводе новую технологию производства ферросиликованадия. Эффект от внедрения этой технологии составил 23 миллиона рублей. Председатель свердловского облисполкома Олег Лобов, который встретился с Валерием Скрипченко и дал указание своему заместителю оказать содействие в реализации замыслов Скрипченко.
В 1986 году занимался разработкой нормативной базы центров научно-технического творчества молодежи (ЦНТТМ). В 1987 году Валерий Скрипченко стал директором центра НТТМ «Свердловск», который был создан при активном участии Уральского политехнического института (УПИ) и Кировского райкома ВЛКСМ Свердловска.
В 1989 году по его инициативе был организован первый коммерческий банк Свердловской области — «Свердловский коммерческий банк социально-экономического развития территории» («КУБ-банк»). Одним из его учредителей стал ЦНТТМ «Свердловск», возглавляемый Скрипченко.
В 1989 году активно поддерживал деятельность движения «Демократический выбор». Организовал информационную поддержку Борису Ельцину и избранным в 1989 году от движения «Демократический выбор» народным депутатам СССР Геннадию Бурбулису и Владимиру Волкову, вошедшим в состав Межрегиональной депутатской группы Съезда народных депутатов СССР, которая находилась в оппозиции к консервативному крылу ЦК КПСС.
В 1990 году был избран Народным депутатом РСФСР от движения «Демократический выбор», а также депутатом Свердловского областного Совета народных депутатов. В 1990 году Валерий Скрипченко выдвигался на должность председателя Свердловского горисполкома, но потерпел поражение.
До 1992 года совмещал работу депутата Верховного Совета РСФСР, Свердловского областного Совета народных депутатов и заместителя горисполкома Свердловска.
В начале 1992 года начал на постоянной основе работать в Верховном Совете России, занял должность заместителя председателя Комиссии по бюджету, планам, налогам и ценам Совета Республики. Был инициатором создания подкомитета по банкам этой Комиссии. Стал членом подкомитета по банкам, а также членом подкомитета по драгоценным камням и металлам. Входил в состав фракции «Смена» (Новая политика).
В 1992 году критиковал экономические реформы правительства Егора Гайдара, называя их не реформами, а «развалом».
Летом 1993 года выступил категорически против объявления Свердловской области Уральской республикой, утверждая, что это может привести к окончательному распаду России. Однако областной Совет народных депутатов одобрил инициативу главы администрации Свердловской области Эдуарда Росселя о присвоении Свердловской области статуса республики для повышения экономической самостоятельности региона.
В октябре 1993 года во время силового противостояния президента и Верховного Совета Скрипченко находился в здании Дома Советов. После ликвидации Верховного Совета России Валерий Скрипченко перешёл на работу в Комитет по драгоценным камням и металлам России на должность начальника научно-технического управления. В 1996 году Скрипченко ушел из Роскомдрагмета и занял должность заместителя председателя правления «МАПО-банка». С 1999 по 2004 год работал в компаниях ООО «Продукты питания СНГ» и ООО «Продукты питания Нуова». Ныне фирма "золотой петушок".
Умер 21 октября 2006 года.